# Saint-Michel-de-Feins
Saint-Michel-de-Feins foi uma comuna francesa na região administrativa da Pays de la Loire, no departamento de Mayenne. Estendia-se por uma área de 6,75 km². Em 2010 a comuna tinha 170 habitantes (densidade: 25,2 hab./km²).
Em 1 de janeiro de 2019, passou a formar parte da nova comuna de Bierné-les-Villages.